# Fiete
Fiete ist ein männlicher Vorname.

## Herkunft
Fiete ist die niederdeutsche Kurzform von Namen, die mit „Fried-“ gebildet werden, meist von Friedrich. Der Name Fiete hat des Weiteren die Bedeutung Friedensbringer.

## Namensträger
- Fiete Bock (* 2007), deutscher Fußballspieler
- Wilhelm Friedrich „Fiete“ Blunk (1902–1975), deutscher Fußballspieler
- Jan-Fiete Buschmann (* 1981), deutscher Handballspieler
- Jann-Fiete Arp (* 2000), deutscher Fußballspieler
- Friedrich „Fiete“ Dethlefs (1909–1985), deutscher Kaufmann und Mitglied der Hamburgischen Bürgerschaft (SPD)
- Friedrich „Fiete“ Dettmann (1897–1970), deutscher Politiker (KPD, SED)
- Fiete Felsch (* 1967), deutscher Jazzmusiker und Hochschullehrer
- Fiete Junge (1992–2018), deutscher Kanusportler
- Fiete Krugel-Hartig (1898–1982), deutsche Schauspielerin
- Fiete Münzner (1946–2015), deutscher Sänger und Moderator
- Paul-Friedrich „Fiete“ Reder (1922–2004), deutscher Handballspieler und -trainer
- Wilfried „Fiete“ Schlüter, Keyboarder der Band Illegal 2001
- Fiete Schulze (1894–1935), Widerstandskämpfer gegen das NS-Regime
- Fiete Sykora (* 1982), deutscher Fußballspieler

## Sonstiges
- Fiete Schulze (Schiff), nach Fiete Schulze benanntes Frachtschiff